# Уйкув-Старий
Уйкув-Старий (пол. Ujków Stary) — село в Польщі, у гміні Болеслав Олькуського повіту Малопольського воєводства.
У 1975-1998 роках село належало до Катовицького воєводства.